# 싱가포르 달러
싱가포르 달러(영어: Singapore dollar, 중국어: 新加坡元 신자포 위안[*], 말레이어: Dolar Singapura 돌라르 싱가푸라[*], 타밀어: சிங்கப்பூர் வெள்ளி 싱가푸르 벨리)는 싱가포르와 브루나이에서 사용되는 싱가포르의 법정 화폐이다. 브루나이의 법정 통화인 브루나이 달러와 1:1 등가 교환을 하도록 하는 조약이 체결되어 있다.  일반적으로 시중에서 받아들여지는 지폐는 위조우려와 사용의 불편함으로 인해 100달러 까지이며 그 이상의 단위는 금융업, 은행거래, 국가기관 에서만 통용되고 있는 것으로 알려져 있다. 주화는 대개 5센트에서 1달러까지 고루 사용되며 드물게 기념주화로 2, 5, 10달러가 발행되는 경우도 있다.

## 유통 중인 통화
2012년 기준으로, 유통되는 총 통화는 291억 싱가포르 달러였다. 유통되고 있는 모든 싱가포르 통화(지폐들과 동전들)는 공신력을 유지하기 위해 통화기금의 외부 자산에 의해 전적으로 지원된다.  이러한 외부자산은 다음 중 전부 또는 어느 하나로 구성된다.

## 같이 보기
- 싱가포르의 경제